# Peru-Blaufuß-Riesenvogelspinne
Die Peru-Blaufuß-Riesenvogelspinne oder Peruanisch-Bolivianische Blaufuß-Riesenvogelspinne (Pamphobeteus antinous) ist eine Spinne aus der Familie der Vogelspinnen (Theraphosidae). Die Trivialnamen der Art rühren u. a. von dem im Westen Südamerikas liegenden Verbreitungsgebiet her. Im Englischen wird die Peru-Blaufuß-Riesenvogelspinne Bolivian blue leg birdeater, Steely blue leg oder Big black tarantula (übersetzt „Bolivianischer Blaubein-Vogelfresser“, „Stählernes Blaubein“ und „Große Schwarze Vogelspinne“) genannt.
Die Peru-Blaufuß-Riesenvogelspinne zählt wie alle Arten der Gattung Pamphobeteus zu den größeren Vertretern dieser Familie und überdies mit einer maximalen Körperlänge von gut 110 Millimetern beim Weibchen zu den größten Spinnen überhaupt. Ein wesentliches Merkmal der Art ist der auch bei anderen der Gattung vorkommende und durch Irisierung (Lichtbruch) wahrnehmbare Farbschimmer des stahlblauen Männchens, der im Falle der Peru-Blaufuß-Riesenvogelspinne bei Individuen dieses Geschlechts auf den Femora (Schenkel) der Extremitäten ausgeprägt ist. Diese Eigenschaft ist der zweite Grund für die Trivialbezeichnung der Art. Im Gegensatz dazu ist das größere und kräftigere Weibchen unauffälliger und fast schwarz gefärbt.
Die bodenbewohnende Peru-Blaufuß-Riesenvogelspinne ist wie alle Vogelspinnen nachtaktiv und legt wie für Vertreter der Familie mit dieser Lebensweise üblich einen Unterschlupf in Form einer Wohnröhre an, die mit einem Gespinst ausgekleidet wird. Dort lauert die Art auch vorbeikommende Beutetiere, bei denen es sich sowohl um andere Gliederfüßer als auch aufgrund der Dimensionen der Spinne um kleinere Wirbeltiere handeln kann. Für die Paarung verlässt das Männchen seinen Unterschlupf und sucht den eines Weibchens auf, bei dem die Paarung dann auch geschieht. Das Weibchen fertigt dann einige Zeit nach der Paarung einen Eikokon an. Die geschlüpften Jungtiere wachsen nach dem Schlupf selbstständig heran.

## Merkmale

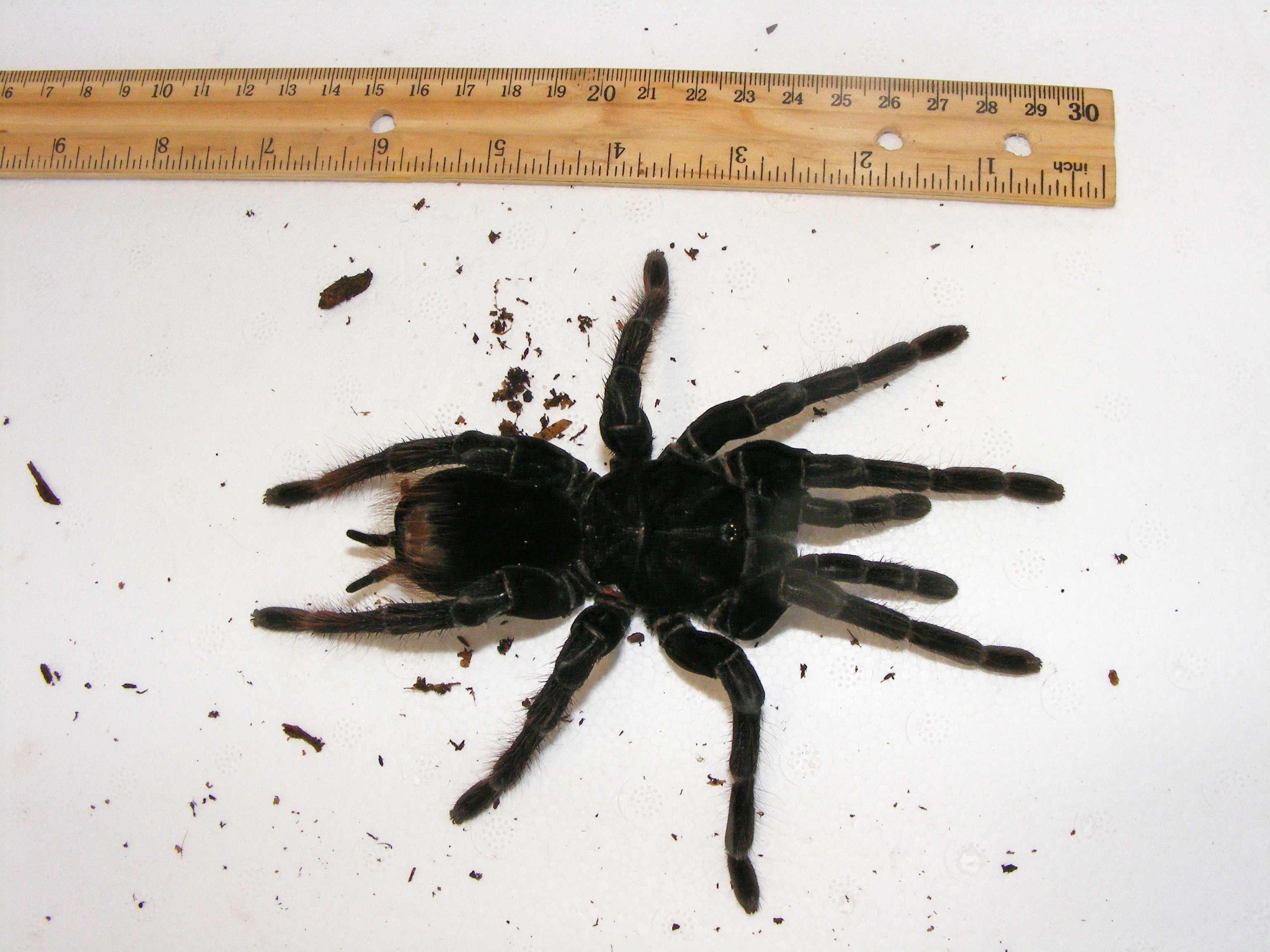
Weibchen im Größenvergleich

Mit einer Körperlänge von meist 70 bis 80 oder in seltenen Fällen bis zu zirka 110 Millimetern und einer Beinspannweite von ungefähr 190 bis 210 Millimetern zählt die Peru-Blaufuß-Riesenvogelspinne zu den größten Vertretern der Familie. Sie verfügt über Brennhaare und zählt somit wie viele andere südamerikanische Arten zu den bombardierfähigen Vogelspinnen. Der grundsätzliche Körperbau der Peru-Blaufuß-Riesenvogelspinne entspricht dem anderer Arten der Gattung Pamphobeteus.

### Sexualdimorphismus und Irisierung beim Männchen

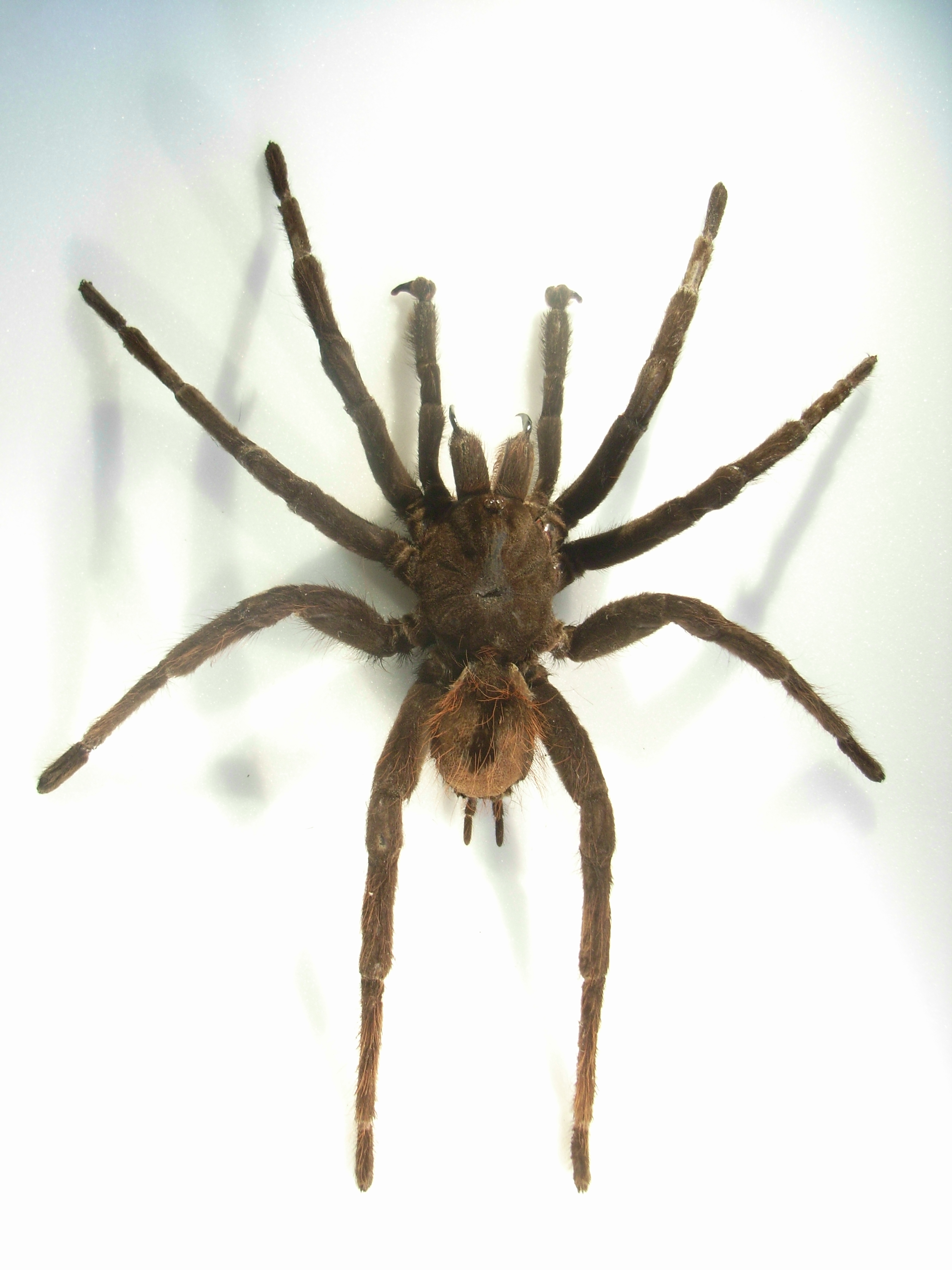
Präpariertes Männchen, bei dem der irisierende Farbschimmer nicht erkennbar ist.

Wie viele Spinnen einschließlich der Vogelspinnen besitzt auch die Peru-Blaufuß-Riesenvogelspinne über einen auffälligen Sexualdimorphismus (Unterschied beider Geschlechter). Das meist größere und kräftigere Weibchen besitzt eine überwiegend olivschwarze Behaarung und lange rötliche Haare an den Extremitäten und am Opisthosoma (Hinterleib), wodurch es wollig und nahezu einheitlich schwarz erscheint. Das kleinere und schmächtigere Männchen ist wie bei allen Arten der Gattung Pamphobeteus wesentlich auffälliger gefärbt und erscheint stahlblau.
Eine weitere dem Männchen vorbehaltene Eigenschaft sind die durch Irisieren (Lichtbruch) blauviolett schillernden Setae (chitinisierte Haare) auf dorsaler (seitlicher) Fläche der Coxae (Hüftglieder), der Trochanter (Schenkelringe) und den Femora (Schenkel) der Laufbeine. Die verbliebenen Segmente, die Patellae (Glieder zwischen Femora und Tibien), die Tibien (Schienen), die Metatarsen (Fersenglieder) und die Tarsen (Fußglieder) hingegen sind mit dunkelbraunen Setae bedeckt und weisen keine Irisierungen auf. Auch haben bei den Pedipalpen (umgewandelte Extremitäten im Kopfbereich) des Männchens die ersten drei der insgesamt sechs Segmente ähnliche Effekte wie die vorderen Glieder der Laufbeine. Vereinzelt sind Irisieren in blauen Farbtönen auch auf dem Carapax (Rückenschild des Prosomas, bzw. Vorderkörpers) und den Cheliceren (Kieferklauen) der männlichen Tiere sichtbar.
Untersuchungen mittels Lichtmikroskopie machten bei Reflexion die blauen und violetten Farbtöne, die beim Irisieren wahrnehmbar entstehen, deutlich erkennbar. Die blaue Färbung ist dabei besonders aus einer geringfügig näheren Entfernung vom Exoskelett (Chitinpanzer) der Spinne sichtbar. Bei zunehmender Beobachtungsnähe geht der blaue Farbton in einen violetten über, der bei weiterhin fortlaufender Beobachtungsnähe ebenfalls schwindet und das Irisieren schließlich gar nicht mehr wahrnehmbar ist. Dies deutet auf eine strukturelle Färbung hin.

### Ähnliche Arten

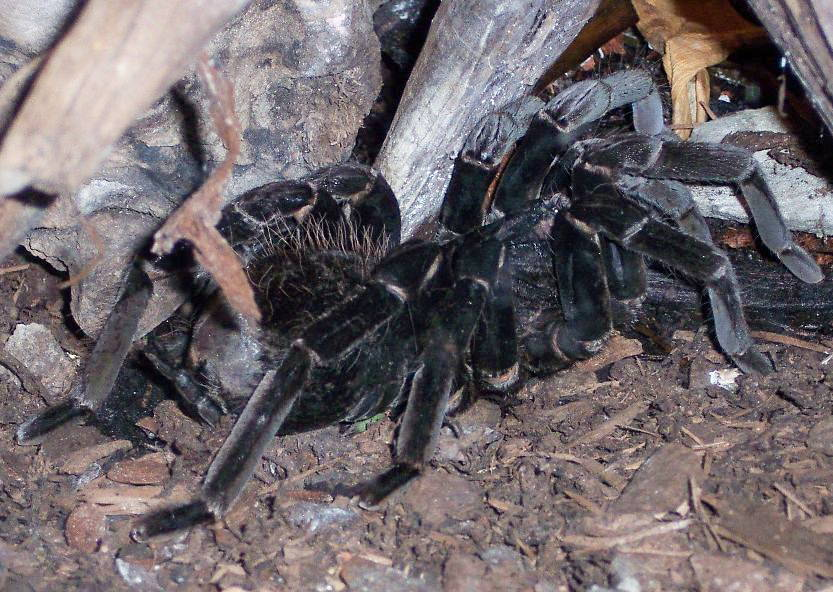
Weibchen der der Kleineren Kolumbianischen Riesenvogelspinne (Xenesthis immanis)

Ähnliche Arten der Peru-Blaufuß-Riesenvogelspinne sind unter anderem in der Gattung Pamphobeteus zu finden. Ein Beispiel ist die Equadoranische Rotstrahlige Riesenvogelspinne (Pamphobeteus vespertinus), deren Weibchen denen der Peru-Blaufuß-Riesenvogelspinne ähneln. Wie alle Arten der Gattung Pamphobeteus besitzt die Peru-Blaufuß-Riesenvogelspinne außerdem Gemeinsamkeiten mit Arten der Gattung Xenesthis (bsp. der Kleineren Kolumbianischen Riesenvogelspinne (X. immanis)), da die Arten beider Gattungen ein auffälliges Farbmuster auf dem Carapax (Rückenschild des Prosomas, bzw. Vorderkörpers) besitzen. Im Gegensatz zu diesen verfügen die Vertreter der Gattung Pamphobeteus allerdings über keine Scopula (Beinbehaarung) auf den Metatarsen (Erste Glieder der Tarsen, bzw. Fußglieder).

## Vorkommen

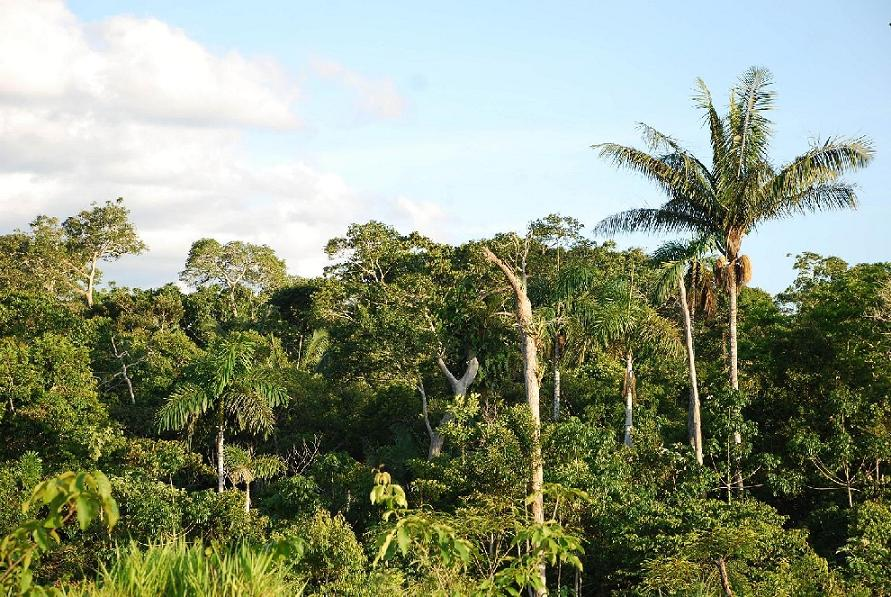
Ein Dschungelwald in Peru, einer der Lebensräume der Peru-Blaufuß-Riesenvogelspinne.

Die Peru-Blaufuß-Riesenvogelspinne ist in Bolivien und in Peru vertreten und bewohnt dort die tropischen Regenwälder, wo sie sich entsprechend ihrer Lebensweise bevorzugt am Bodengrund aufhält.

## Lebensweise
Die Peru-Blaufuß-Riesenvogelspinne zählt zu den bodenbewohnenden Vogelspinnen und gräbt sich Wohnröhren, die etwa anderthalb Meter in die Tiefe hinabreichen können. Die Wohnröhren werden wie bei anderen Vogelspinnen mit vergleichbarer Lebensweise mit einem Gespinst ausgekleidet. Nicht selten werden auch andere bereits vorhandene Unterschlüpfe, etwa verlassene Bauten von Nagetieren oder der Untergrund von Baumwurzeln angenommen. Diese nachtaktive Art zeigt sich besonders Abends am Ausgang ihres Unterschlupfes, wo sie auf Beutetiere lauert.

### Jagdverhalten und Beutespektrum
Wie alle Spinnen ernährt sich die Peru-Blaufuß-Riesenvogelspinne räuberisch erlegt wie für Vogelspinnen üblich Beutetiere freilaufend als Lauerjäger und demzufolge ohne Spinnennetz. Potentielle Beutetiere werden von der Spinne durch die Sensillen (Sinneshaare) anhand deren Bewegungen und Vibrationen registriert. Gelangt ein solches in Reichweite der Spinne, springt diese das Beutetier an und setzt es mit einem mittels der Cheliceren (Kieferklauen) versetzten Giftbiss außer Gefecht, ehe sie verzehrt werden.
Das Beutespektrum der Peru-Blaufuß-Riesenvogelspinne setzt sich wie bei anderen größeren Vogelspinnen sowohl aus anderen Gliederfüßern als auch aus kleinen Wirbeltieren, etwa Fröschen und Eidechsen oder Nagetieren in passender Größe zusammen.

### Abwehrverhalten und Verteidigung

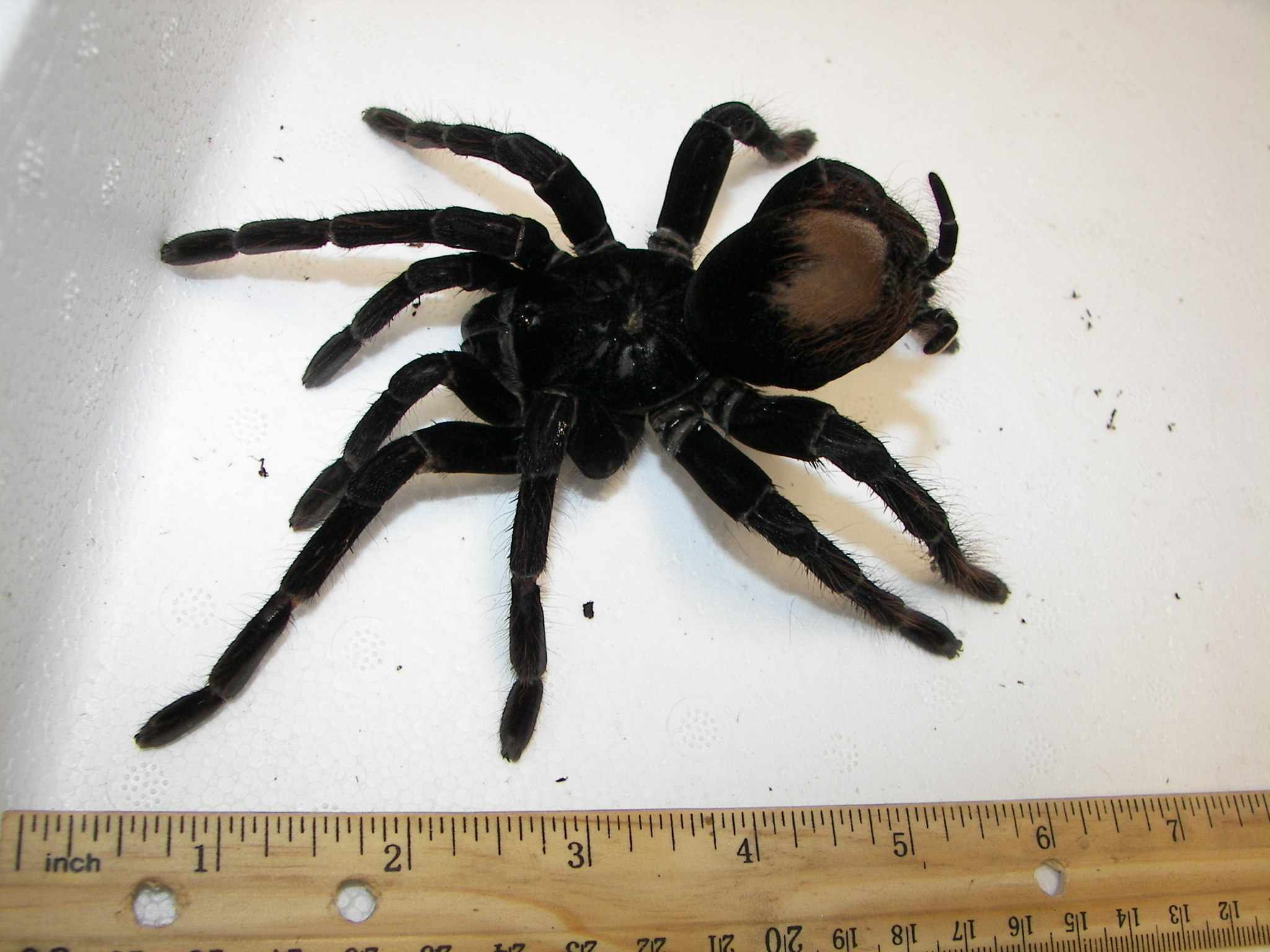
Weibchen mit erhobenem Opisthosoma und der durch einen Bombardierangriff und Abwerfen der Brennhaare entstandenen „Glatze“.

Die Peru-Blaufuß-Vogelspinne zählt zu den weniger aggressiveren Arten der Familie und zieht bei Begegnungen mit möglichen Prädatoren (Fressfeinden) zuerst die Flucht vor. Die bevorzugte Verteidigungsmaßnahme der Art ist es sich in ihren Unterschlupf zurückzuziehen, wobei die Spinne sich nicht selten gleichzeitig durch Bombardieren (Abstreifen der Brennhaare in die Richtung von Prädatoren) erwehrt. Bei anhaltender Störung oder einer Verhinderung der Flucht wendet sich die Spinne dem Angreifer zu und bombardiert ihn direkt, indem sie ihr Opisthosoma anhebt und somit die Brennhaare zielgenau in Richtung des Prädators abstreifen kann. Wie andere Vogelspinnen kann sich die Peru-Blaufuß-Vogelspinne aber auch durch eine Drohgebärde oder bei dessen Wirkungslosigkeit ebenso mit einem Giftbiss verteidigen.

### Lebenskyklus
Das Balz- und das Fortpflanzungsverhalten der Peru-Blaufuß-Vogelspinne sind mit dem anderer Vogelspinnen identisch. Gelegentlich verhält sich das Weibchen gegenüber dem Männchen recht aggressiv, wodurch dieses auch dem Kannibalismus seitens des Weibchens im gesamten Fortpflanzungsprozess ausgesetzt sein kann. Zwei bis fünf Monate nach der Paarung legt das begattete Weibchen einen Eikokon an, der durchschnittlich 100 Eier enthält. Gelegentlich kommt es vor, dass das Weibchen seinen Eikokon verzehrt. Während das Weibchen vier bis fünf Jahre benötigt, um die Geschlechtsreife zu erlangen, beträgt diese Dauer beim Männchen lediglich zwei bis drei Jahre. Wie bei Vogelspinnen üblich, ist auch das Weibchen der Peru-Blaufuß-Vogelspinne mit einer maximalen Lebenserwartung von 15 Jahren wesentlich langlebiger, während das Männchen ein deutlich kürzeres Alter von vier bis fünf Jahren erreicht.

## Peru-Blaufuß-Riesenvogelspinne und Mensch

### Terraristik
Die Peru-Blaufuß-Vogelspinne wird, wie viele andere Vogelspinnenarten, oft im Terrarium gehalten. Für die erfolgreiche Haltung muss die Temperatur und die Luftfeuchtigkeit ihres natürlichen und tropischen Vorkommensgebietes bestmöglich simuliert werden. Außerdem sollte die Behausung aufgrund der für Vogelspinnen vergleichsweise hoch ausfallenden Endgröße entsprechende Maße aufweisen und zusätzlich, wegen der grabfreudigen Lebensweise der Spinne, mit einem entsprechend tiefen Bodengrund versehen werden. Vor dem Kauf einer oder mehrerer Exemplare der Peru-Blaufuß-Riesenvogelspinne sollte man sich außerdem der hohen Abwehrbereitschaft und der tagsüber versteckt ausgeführten Lebensweise der Art bewusst sein.

### Bedrohung und Schutz
Über mögliche Bedrohungen der Peru Blaufuß-Vogelspinne liegen keine Informationen vor, da die Bestände der Art nicht von der IUCN gewertet werden.

## Systematik
Die Peru-Blaufuß-Riesenvogelspinne wurde 1903 von ihrem Erstbeschreiber Reginald Innes Pocock bereits als Pamphobeteus antinous bezeichnet und erhielt keine Synonyme oder Umstellungen in andere Gattungen.